# Final de la Lliga de les Nacions de la UEFA 2023
La final de la Lliga de Nacions de la UEFA de 2023 va ser un partit de futbol que va determinar els guanyadors de la fase final de la Lliga de Nacions de la UEFA 2022-23. Va ser la tercera final de la competició internacional de futbol en què van participar les seleccions nacionals masculines de les associacions membres de la UEFA. El partit es va celebrar el 18 de juny de 2023 al De Kuip de Rotterdam, Països Baixos, i hi van participar Croàcia i Espanya.
Espanya va guanyar el partit per 5-4 als penals després d'un empat a 0 després de la pròrroga i va aconseguir el seu primer títol de la Lliga de Nacions de la UEFA.

## Seu
De Kuip va ser escollit per la Reial Associació Neerlandesa de Futbol com una de les dues seus per a la fase final de la Lliga de Nacions, juntament amb De Grolsch Veste. El Johan Cruyff Arena d'Amsterdam, que és l'estadi més gran dels Països Baixos, no estava disponible a causa d'un concert. En conseqüència, De Kuip, el segon estadi més gran del país, va ser seleccionat per acollir la primera semifinal, amb l'equip neerlandès, així com la final.
De Kuip (en neerlandès "la banyera"), oficialment conegut com a Stadion Feijenoord, està situat al districte de Feijenoord de Rotterdam. L'estadi, caracteritzat pel seu distintiu disseny en forma de bol, té una capacitat de 51.117 persones i és la seu del club Feyenoord de l'Eredivisie. La construcció de l'estadi va començar el 1935 i es va inaugurar el març de 1937. L'estadi va ser sotmès a importants reformes el 1994, convertint-se en un estadi amb seients, amb un sostre allargat per cobrir tots els seients. La seu acull partits seleccionats de la selecció nacional dels Països Baixos i també ha estat la seu de la final de la Copa KNVB des del 1989. De Kuip ha acollit nombroses finals de clubs de la UEFA, incloent-hi dues de la Copa d'Europa (1972 i 1982), sis de la Recopa de la UEFA (1963, 1968, 1974, 1985, 1991 i 1997) i dues de la Copa de la UEFA (el partit de tornada de 1974 i el de 2002). A més, va ser una de les seus de l'Eurocopa 2000 de la UEFA, on va acollir cinc partits, inclosa la final entre França i Itàlia. L'estadi també s'ha utilitzat com a sala de concerts des del 1978.

## Ruta cap a la final
Nota: En tots els resultats següents, la puntuació del finalista es dóna primer (H: local; A: visitant).
| Croàcia               | Croàcia               | Ronda               | Espanya               | Espanya               |
| --------------------- | --------------------- | ------------------- | --------------------- | --------------------- |
| Rival                 | Resultat              | Fase de Lliga       | Rival                 | Resultat              |
| Àustria               | 0–3 (H)               | Partit 1            | Portugal              | 1–1 (H)               |
| França                | 1–1 (H)               | Partit 2            | Txèquia               | 2–2 (A)               |
| Dinamarca             | 1–0 (A)               | Partit 3            | Suïssa                | 1–0 (A)               |
| França                | 1–0 (A)               | Partit 4            | Txèquia               | 2–0 (H)               |
| Dinamarca             | 2–1 (H)               | Partit 5            | Suïssa                | 1–2 (H)               |
| Àustria               | 3–1 (A)               | Partit 6            | Portugal              | 1–0 (A)               |
| Guanyador del grup A1 | Guanyador del grup A1 | Classificació final | Guanyador del grup A2 | Guanyador del grup A2 |
| Rival                 | Resultat              | Fase final          | Rival                 | Resultat              |
| Països Baixos         | 4–2 (prò.)            | Semifinals          | Itàlia                | 2–1                   |

## Partit

### Resum
Al minut 84, l'espanyol Ansu Fati va tenir un xut rebutjat des de la línia de gol per Ivan Perišić. Després d'un partit sense gols, el partit va anar a la pròrroga i finalment als penals. Els primers sis penals es van marcar abans que el porter espanyol Unai Simón n'aturés un amb el peu a Lovro Majer. Tots dos equips van marcar un altre penal abans que Aymeric Laporte tingués l'oportunitat de guanyar el partit, però el seu xut va anar al travesser. Simón va aturar un altre penal a Bruno Petković per la seva dreta i Dani Carvajal va aconseguir la victòria per a Espanya amb un xut a la xarxa per 5-4.

### Detalls
| Croàcia                                                 | 0–0 (pr.) | Espanya                                                |
| ------------------------------------------------------- | --------- | ------------------------------------------------------ |
|                                                         | Informe   |                                                        |
| Tanda de penals                                         |           |                                                        |
| Vlašić · Brozović · Modrić · Majer · Perišić · Petković | 4–5       | Joselu · Rodri · Merino · Asensio · Laporte · Carvajal |

| Croatia | Spain |

| GK           | 1  | Dominik Livaković |       |       |
| RB           | 22 | Josip Juranović   |       | 112'  |
| CB           | 6  | Josip Šutalo      |       |       |
| CB           | 5  | Martin Erlić      |       |       |
| LB           | 14 | Ivan Perišić      |       |       |
| DM           | 11 | Marcelo Brozović  |       |       |
| CM           | 10 | Luka Modrić (c)   |       |       |
| CM           | 8  | Mateo Kovačić     |       |       |
| RW           | 15 | Mario Pašalić     |       | 61'   |
| LW           | 16 | Luka Ivanušec     |       | 78'   |
| CF           | 9  | Andrej Kramarić   |       | 90+1' |
| Substits:    |    |                   |       |       |
| FW           | 17 | Bruno Petković    | 90+2' | 61'   |
| MF           | 13 | Nikola Vlašić     |       | 78'   |
| MF           | 7  | Lovro Majer       |       | 90+1' |
| DF           | 2  | Josip Stanišić    |       | 112'  |
| Entrenador:  |    |                   |       |       |
| Zlatko Dalić |    |                   |       |       |

| GK                | 23 | Unai Simón       |     |     |
| RB                | 22 | Jesús Navas      |     | 97' |
| CB                | 3  | Robin Le Normand |     | 78' |
| CB                | 14 | Aymeric Laporte  |     |     |
| LB                | 18 | Jordi Alba (c)   |     |     |
| CM                | 16 | Rodri            | 97' |     |
| CM                | 8  | Fabián Ruiz      |     | 78' |
| RW                | 10 | Marco Asensio    |     |     |
| AM                | 9  | Gavi             | 81' | 87' |
| LW                | 15 | Yeremy Pino      |     | 66' |
| CF                | 7  | Álvaro Morata    |     | 66' |
| Substituts:       |    |                  |     |     |
| FW                | 12 | Ansu Fati        |     | 66' |
| FW                | 20 | Joselu           |     | 66' |
| MF                | 6  | Mikel Merino     |     | 78' |
| DF                | 4  | Nacho            | 96' | 78' |
| FW                | 21 | Dani Olmo        |     | 87' |
| DF                | 2  | Dani Carvajal    |     | 97' |
| Entrenador:       |    |                  |     |     |
| Luis de la Fuente |    |                  |     |     |

| Home del partit: Marcelo Brozović (Croàcia) Àrbitres assistents: Stefan Lupp (Alemanya) Marco Achmüller (Alemanya) Quart àrbitre: Ivan Kružliak (Eslovàquia) Àrbitre assistent de vídeo: Marco Fritz (Alemanya) Àrbitres assistents de vídeo: Sven Jablonski (Alemanya) Stuart Attwell (Anglaterra) | Regles del partit - 90 minuts - 30 minuts de temps extra si cal - Tanda de penals si el marcador continua empatat - Màxim de dotze substituts designats - Màxim de cinc substitucions, amb una sisena permesa a la pròrroga |